# Astragalus cochabambensis
Astragalus cochabambensis är en ärtväxtart som beskrevs av Gomez-sosa. Astragalus cochabambensis ingår i släktet vedlar, och familjen ärtväxter. Inga underarter finns listade i Catalogue of Life.